# Plesiolebias
Plesiolebias è un genere di pesci d'acqua dolce appartenenti alla famiglia Rivulidae.

## Distribuzione e habitat
Queste specie sono diffuse nelle acque dolci del Sudamerica.

## Descrizione
Le dimensioni sono minute, variando dai 1,8 cm di Plesiolebias altamira ai 5 cm di Plesiolebias xavantei.

## Acquariofilia
Alcune specie sono allevate in acquario ma soltanto da appassionati, vista la delicatezza del ciclo vitale di queste specie.

## Specie
Nel 2014 il genere conta 8 specie:
- Plesiolebias altamira
- Plesiolebias aruana
- Plesiolebias canabravensis
- Plesiolebias filamentosus
- Plesiolebias fragilis
- Plesiolebias glaucopterus
- Plesiolebias lacerdai
- Plesiolebias xavantei